# De metabaronnen
De metabaronnen is een sciencefictionstripreeks waarvan de verhalen zich afspelen in hetzelfde universum als de Incal en waarin de geschiedenis van een familie, de metabaronnen centraal staat. De reeks is geschreven door Alejandro Jodorowsky en getekend door Juan Giménez. In het Nederlandse taalgebied werd de serie gepubliceerd tussen 1992 en 2012 door uitgeverij Arboris.

## Achtergrond
De reeks speelt zich af in een verre toekomst waar veel chaos heerst en waar verschillende facties om de macht strijden in een eeuwigdurend gevecht. De macht ligt in de handen van een familie van zeer machtige keizers, die op een planeet in goud leven. De metabaronnen hebben dezelfde afkomst en worden beschouwd als de meest krachtige strijders in het universum.
Het verhaal gaat over de robots Tonto en Lothar die in dienst zijn van de huidige metabaron "Zondernaam". Zij wachten op zijn terugkeer in de meta-bunker (een soort van reusachtige vliegende vesting). Lothar, die een erg kinderlijke persoonlijkheid heeft, verveelt zich stijf en wil dat Tonto hem het verhaal vertelt van de kaste van hun meester omdat zijn geheugen is gewist. 
Het verhaal dat Tonto vertelt, loopt gedurende bijna de hele serie. Steeds worden flashbacks afgewisseld met scènes in het nu, waarbij Lothar voortduren Tonto pest en beledigt. Elke generatie heeft zijn metabaron en de traditie wil dat elke zoon sterker is dan zijn vader, dat is de reden waarom op de leeftijd van zestien de zoon een tweegevecht voert met zijn vader en over hem hoort te zegevieren door deze te doden. 

## Albums
| Nummer | Titel                            | Verschenen | Uitgeverij |
| ------ | -------------------------------- | ---------- | ---------- |
| 0      | Het voorouderlijke huis          | 2003       | Arboris    |
| 1      | Othon van Salza                  | 1996       | Arboris    |
| 2      | Honorata                         | 1997       | Arboris    |
| 3      | Aghnar                           | 1997       | Arboris    |
| 4      | Oda, de overgrootmoeder          | 1998       | Arboris    |
| 5      | Staalkop, de grootvader          | 1999       | Arboris    |
| 6      | Doña Vicenta, de grootmoeder     | 2000       | Arboris    |
| 7      | Aghora, de vader-moeder          | 2003       | Arboris    |
| 8      | Zondernaam, de laatste Metabaron | 2005       | Arboris    |
| 9      | De wapens van de Metabaronnen    | 2010       | Arboris    |